# Animacitet
Animacitet är en klassificering av substantiv baserat på deras "levandehet." Animacitet kan manifestera sig som en enkel dikotomi (levande/icke-levande) eller ett mer komplext hierarkiskt kontinuum mellan "animat" och "inanimat" (dvs "mer" eller "mindre" levande). 

## Animacitetshierarkin
I språk som behandlar animacitet som en hierarki brukar hierarkin se ut som följande:
1:a/2:a person < 3:e person < egennamn < mänskliga substantiv < animata substantiv < inanimata substantiv
Det är möjligt att denna hierarki är en språklig universalie.

Exempelvis har indoeuropeiska språk olika interrogativa pronomen beroende på animaciteten, på svenska ''vem''/''vad''. "Vem" används om människor medan "vad" används om vilda djur, växter och döda ting. Beroende på sammanhang kan ett husdjur ha tillräcklig animacitet för "vem", annars används "vad". Ryska har en lägre gräns för animacitet, där används det interrogativa pronomet ''kto'' även om vilda djur.

Denna hierarki är viktig i många språk med kluven ergativitet. I dessa språk används ackusativ med vissa  och ergativ med andra. Eftersom det är vanligare att animata substantiv är agenter än inanimata substantiv, brukar inanimata substantiv markeras när de är agenter och animata substantiv markeras när de är objekt. Det vill säga att ackusativ används oftast med animata substantiv och ergativ används oftast med inanimata substantiv.

## Exempel
När man talar om animacitet i olika språk är det viktigt att inse att var man drar gränsen mellan animat och inanimat, mänsklig och animat, osv. varierar för varje språk. 

### Svenska
De svenska pronomina "hon/han" och "den/det" visar animacitet. 
Det finns också bevis att svenska har en mer komplex animacitetshierarki. Forskning har visat till exempel att 36% av nominalfraser med mänsklig referens använder pronomen medan bara 8% av nominalfraser med omänsklig referens använder pronomen.

### Dyirbal
Dyirbal är ett pama-nyunganskt språk som har kluven ergativitet och visar animacitet. Exemplet som följer visar att satser med 1:a eller 2:a persons pronomen som subjekt använder ackusativ medan ergativ används i satser där subjekten är en 3:e persons pronomen eller substantiv. Minns att 1:a och 2:a person är högre upp i hierarkin än 3:a person och övriga substantiv . 

Ackusativ: 2:a Person
| nyura-Ø | ŋana-na | buɽa-n    |
| 2PL-NOM | 1PL-ACK | se-NONFUT |
'Du såg oss.'

Ergativ: Mänskligt substantiv
| ŋuma-Ø  | yabu-ŋgu | buɽa-n    |
| far-ABS | mor-ERG  | se-NONFUT |
'Far såg mor.'

### Punjabiska
Animacitet brukar också påverka bestämdhet av objekt. I punjabiska, ett indoariskt språk, markeras pronominella (animata) objekt med suffixet eller postpositionen "nũ." Inanimata objekt däremot får bara suffixet om de är i bestämd form. 

Pronominellt Objekt
| mɛ̃  | tɛɛ-nũ  | pəɽàvaŋga |  |
| 1SG | 2SG.OBJ | ska.lära  |  |
'Jag ska lära dig.'

Bestämt inanimat objekt
| ó     | nili | kitāb | nũ   | mez  | te | rakkho |
| denna | blå  | bok   | till | bord | på | lägga  |
'Lägg denna blå bok på bordet.'

Obestämt inanimat objekt
| koi   | kitāb | mez  | te | rakkho |
| någon | bok   | bord | på | lägga  |
'Lägg någon bok på bordet.' 

### Ryska
Animacitet uppträder i ryska som en enklare tvådelad uppdelning av substantiv.  Substantiv som betecknar människor och djur ingår i den animata gruppen och övriga substantiv (inklusive växter) ingår i den inanimata gruppen. Denna uppdelning är viktig när man använder ackusativformen av vissa substantiv. Exemplet som följer visar till exempel att ackusativformerna av plurala substantiv är samma som genitiv när referenten är animat och samma som nominativ när referenten är inanimat.

Animat referent: Ackusativ=Genitiv
| Nominativ | Это | студентки |           | 'Dessa är studenter.'            |
| Genitiv   | Это | журнал    | студенток | 'Detta är studenternas tidning.' |
| Ackusativ | Я   | вижу      | студенток | 'Jag ser studenterna.'           |

Inanimat referent: Ackusativ=Nominativ
| Nominativ | Это | диалоги |          | 'Dessa är dialoger.'     |
| Genitiv   | Это | текст   | диалогов | 'Detta är dialogtexten.' |
| Ackusativ | Я   | читаю   | диалоги  | 'Jag läser dialogerna.'  |

### Ukrainska
Ukrainskan har samma uppbyggnad som ryskan: Ackusativ plural är samma som genitiv för animata substantiv och samma som nominativ för inanimata substantiv.